# 徳川圀順

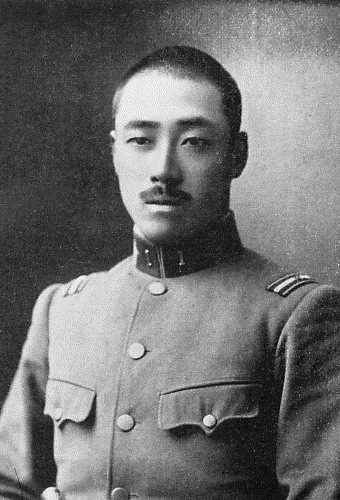
徳川圀順

徳川 圀順（とくがわ くにゆき、1886年（明治19年）12月13日 - 1969年（昭和44年）11月17日）は、日本の華族、政治家、陸軍軍人。水戸徳川家第13代当主。階級は陸軍歩兵少尉。位階・勲等・爵位は正二位勲一等公爵。字は子行。号は濤山。諡号は明公。
第12代貴族院議長、第7代日本赤十字社社長を務める。徳川光圀以来編纂を続けていた歴史書『大日本史』を完成させる。

## 経歴
東京市本所区新小梅町（現：東京都墨田区向島一丁目）の本邸で生まれる。父は侯爵徳川篤敬。母は伯爵松平頼聰の長女・聰子。圀順を取り上げた医師は、高松凌雲であった。1887年（明治20年）、父・篤敬がイタリア特命全権公使に任じられたため、生後10か月余りで母とともに渡欧、ローマで暮らした。帰国後の1894年（明治27年）、高等師範学校附属学校（現：筑波大学附属小学校）に入学。小梅邸から一ツ橋の学校まで、小馬に乗って通学した。
1898年（明治31年）7月12日に篤敬が死去し、翌日家督を相続する。同月30日、わずか11歳で侯爵となる。水戸徳川家では母・聰子と先々代当主の昭武が後見人となって家政を取り仕切ることになった。翌年、附属小学校を卒業、そのまま東京高等師範学校附属中学校（現：筑波大学附属中学校・高等学校）に進学したが、中学2年で学習院に転入。学習院中等科卒業後、陸軍士官学校に進学した。
1906年（明治39年）、水戸藩の第2代藩主・徳川光圀以来編纂を行っていた『大日本史』が完成し、明治天皇に献上する。1910年（明治43年）陸軍士官学校（22期）を卒業、歩兵少尉に任官。1911年（明治44年）4月、公爵徳川慶喜の十一女・英子と結婚する。同年12月12日に満25歳となり、定めにより軍人ながら侯爵議員として貴族院議員に就任する。1914年（大正3年）12月11日、病気を理由に陸軍を依願予備役編入となる。軍を退いた後は日本赤十字社に入社。第一次世界大戦の海外戦争孤児の支援では功績を認められ、チェコスロバキアなどから勲章を贈られた。また1907年（明治40年）、水戸育英会が設立されると総裁に就いた。1924年（大正13年）、妻・英子が死去。1926年（大正15年）、子爵石野基道の四女・彰子と再婚した。
1929年（昭和4年）、『大日本史』編纂の功により公爵に陞爵する。
1935年（昭和10年）1月24日、歌会始の奉仕を行う。
1940年（昭和15年）6月25日、徳川家達の死去をうけて日本赤十字社の社長となり、1946年（昭和21年）まで務めた。また、1944年（昭和19年）10月11日から1946年（昭和21年）6月19日まで第12代貴族院議長を務めた。
第二次世界大戦が終わり、軍籍にあったことで進駐軍による制裁を受けることが予想されたため、1946年（昭和21年）に先んじてすべての公職を辞し、公職追放となった。茨城県常陸太田市と高萩市にある水戸徳川家所有の山林の管理会社を設立、東京の本邸を世田谷区に移し、また水戸空襲で焼失した彰考館文庫を水戸の緑岡別邸内に再建した。1967年（昭和42年）、西山荘をはじめとする土地建物と資金を寄付し、財団法人水府明徳会を設立、初代会長となった。
1969年（昭和44年）11月17日、82歳で死去。当主は長男の圀斉が継いだ。

## エピソード

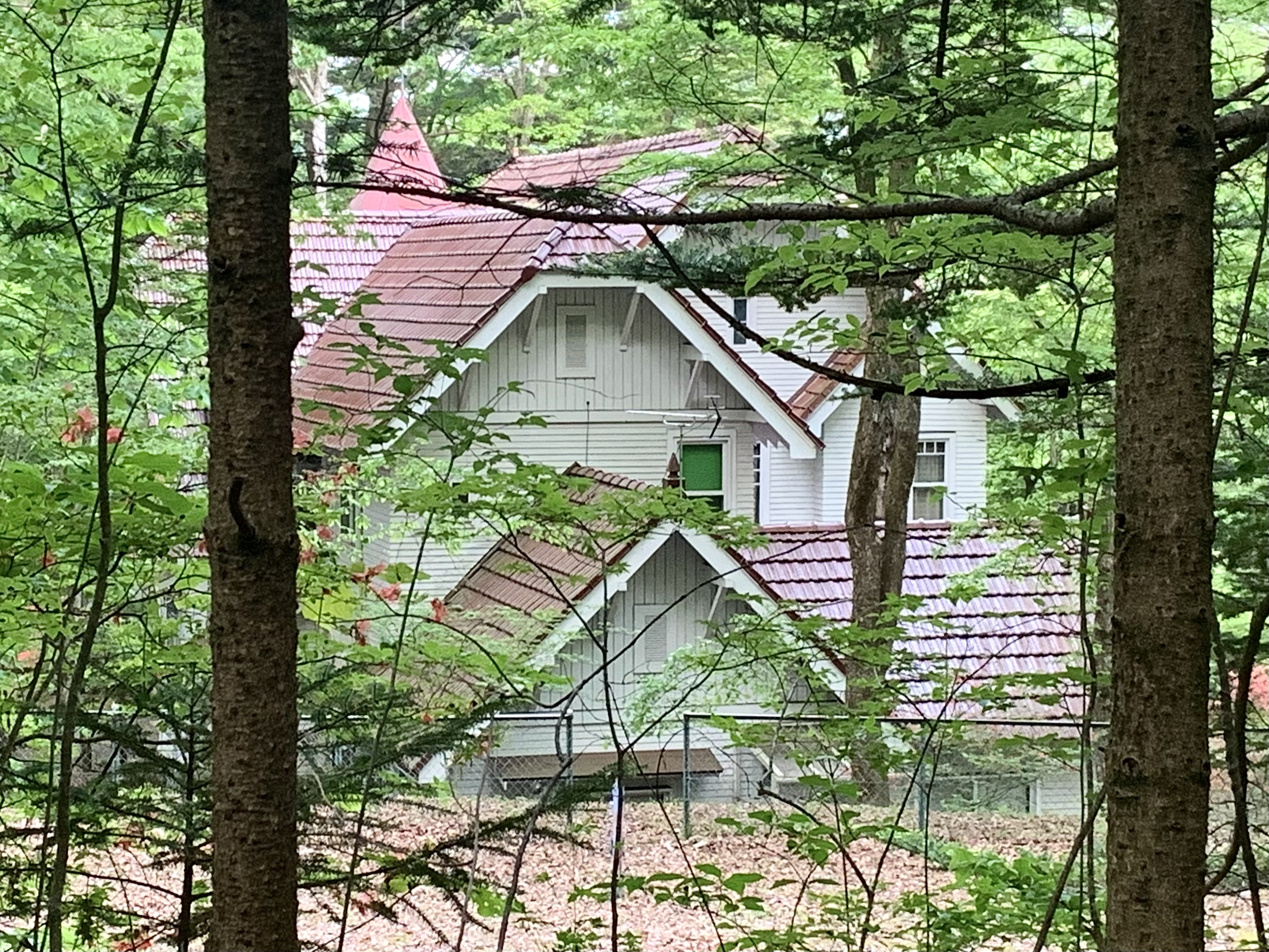
軽井沢の元徳川圀順別荘

長野県軽井沢町に1920年に建てたあめりか屋建築の洋館別荘は、のちに田中角栄の所有となり、現在は国の登録有形文化財に登録され現存している（非公開）。なおこの別荘のある同じ通り沿いには、かつて細川護立、徳川慶久の別荘も立ち並んでいた（いずれもあめりか屋建築の洋館。慶久の別荘は現存）。隣家であった細川とは、軽井沢で互いにステッキを投げて「ステッキから向こうは細川家、こっちは徳川家」と大らかな方法で別荘の土地を決めたという逸話が残っている。また、「軽井沢ゴルフ倶楽部」創設の際には、近衛文麿とともにその発起人を務めた。

## 栄典
- 1899年（明治32年）10月5日 - 木杯一組[7]
- 1906年（明治39年）12月21日 - 従五位[8]
- 1907年（明治40年）4月9日 - 木杯一組[9]
- 1909年（明治42年）
  - 4月13日 - 木杯一組[10]
  - 12月27日 - 正五位[11]
- 1910年（明治43年）3月16日 - 金杯一個[12]
- 1911年（明治44年）2月22日 - 木杯一組[13]
- 1912年（明治45年／大正元年）
  - 7月26日 - 木杯一組[14]
  - 8月1日 - 韓国併合記念章[15]
- 1914年（大正3年）
  - 1月20日 - 従四位[16]
  - 11月18日 - 銀杯一個[17]
- 1916年（大正5年）4月1日 - 勲四等瑞宝章[18]
- 1919年（大正8年）1月30日 - 正四位[19]
- 1920年（大正9年）
  - 1月10日 - 勲三等瑞宝章[20]
  - 1月28日 - 銀杯一組[21]
  - 11月1日 - 銀杯一組[22]
- 1921年（大正10年）7月1日 - 第一回国勢調査記念章[23]
- 1925年（大正14年）2月16日 - 従三位[24]
- 1928年（昭和3年）11月10日 - 金杯一個[25]
- 1929年（昭和4年）11月18日 - 公爵[26]
- 1931年（昭和6年）
  - 3月2日 - 正三位[27]
  - 5月1日 - 帝都復興記念章[28]
- 1934年（昭和9年）4月29日 - 旭日中綬章[29]
- 1936年（昭和11年）1月16日 - 勲二等瑞宝章[30]
- 1938年（昭和13年）3月15日 - 従二位[31]
- 1940年（昭和15年）
  - 8月15日 - 紀元二千六百年祝典記念章[32]
  - 11月29日 - 木杯一個[33]
- 1946年（昭和21年）1月30日 - 勲一等瑞宝章[34]

外国勲章佩用允許
- 1925年（大正14年）4月1日 - 中華民国：二等嘉禾章[35]
- 1927年（昭和2年）4月19日 - ドイツ国：赤十字第一等名誉章[36]
- 1934年（昭和9年）3月1日 - 満洲帝国：建国功労章[37]
- 1935年（昭和10年）9月21日 - 満洲帝国：満洲帝国皇帝訪日紀念章[38]
- 1941年（昭和16年）12月9日 - 満洲帝国：建国神廟創建紀念章[39]

## 妻子
- 妻：英子（公爵徳川慶喜の十一女、父の従姉妹にあたる）
  - 長男：徳川圀斉（水戸徳川家第14代当主）
  - 長女：典子（伯爵香川敬男（香川敬三の孫）夫人）
  - 次男：徳川圀禎（妻に北白川宮成久王の第3王女・多恵子）
  - 三男：松平圀秀（子爵松平（宍戸）頼安の養子。子に上野秀治）
  - 四男：松平圀弘（子爵松平（守山）秋雄の養子）
- 妻：彰子（子爵石野基道の四女）